# Melilotus wolgicus
Melilotus wolgicus là một loài thực vật có hoa trong họ Đậu. Loài này được Poir. miêu tả khoa học đầu tiên.